# Animismo (espiritismo)
Na literatura espírita, o termo "animismo" é usado para designar um tipo de fenômeno produzido pelo próprio espírito encarnado, sem que este seja um instrumento mediúnico da ação espiritual e sim o artífice dos fenômenos em questão. De forma mais específica, outros autores, a citar Therezinha Oliveira, costumam utilizar-se desta nomeação para designar o fenômeno em que o médium revive suas próprias recordações do pretérito, expressando-as muitas vezes nas próprias reuniões mediúnicas. Por ser ele o autor das palavras ditas, este fenômeno anímico muitas vezes é mal visto devido à possibilidade de mistificação e pela ausência do espírito comunicante, não sendo, desta forma, um fenômeno mediúnico.